# .cz
.cz е интернет домейн от първо ниво за Чехия. Администрира се от CZ.NIC. Регистрациите трябва да се поръчват чрез упълномощен регистратор на домейн имена.
Преди разделянето на бивша Чехословакия през 1993 използваният от нея домейн е бил .cs.
Максималната разрешена дължина на домейна е 63 знака, която може да бъде само буквено-цифрена комбинация и тире (-). Тиретата са ограничени, тъй като те не може да са първият или последният знак, нито да се появяват последователно.